# فرانك ريتشاردسون (لاعب كرة قدم)
فرانك ريتشاردسون (بالإنجليزية: Frank Richardson)‏ (29 يناير 1897 في المملكة المتحدة - 19 مايو 1987) هو لاعب كرة قدم بريطاني (وحمل سابقاً جنسية المملكة المتحدة لبريطانيا العظمى وأيرلندا) في مركز الهجوم. لعب مع ستوك سيتي وسويندون تاون ونادي بليموث أرجايل ونادي ريدنغ ووست هام يونايتد ونادي مانسفيلد تاون ونادي بركنغ ‏.